# Свешников, Николай Николаевич
Николай Николаевич Свешников (1921—1995) — советский архитектор-реставратор.

## Биография
Н. Н. Свешников родился в Москве 6 августа 1921 года в семье учительницы и автомеханика. Почти всю жизнь прожил в Москве, в Лялином переулке. Последние годы жил с мамой Марией Семеновной в доме на Покровском бульваре. Николай  был старшим ребёнком в семье, второй была сестра Марианна, третьим ребёнком был брат Борис
После окончания десятилетки работал слесарем-лекальщиком на автозаводе. Профессия требовала внимания к мелким деталям и аккуратности — этими качествами характера Николай Николаевич всегда выделялся среди сослуживцев. В Великую Отечественную войну был солдатом. После войны фронтовик-орденоносец, окончив Московский архитектурный институт в 1952 году, стал архитектором-реставратором. Его первой самостоятельной работой было исследование и реставрация в 1954—1957 годах Церкви Рождества в Путинках — памятника архитектуры XVII в. Работа получила высокую оценку Академии архитектуры СССР. С 1962 года Свешников вел исследования церкви Преображения в Острове и памятников архитектуры в Новоспасском монастыре. Он первый обнаружил паперти собора 1494г в Новоспасском монастыре и верно их атрибутировал XV веком. В 1963 году Успенский собор XVI столетия в Клину был подготовлен к сносу, и от специалистов-реставраторов получено «нужное» заключение о том, что памятник полностью перестроен и не представляет никакого историко-культурного интереса. По просьбе П. Д. Барановского Н. Н. Свешников занялся исследованием Успенского собора, исследовал памятник, разработал проект реставрации и руководил его реставрацией. Стараниями и упорством Свешникова памятник был спасен. Для реставрации отдельных элементов все необходимые детали были найдены на самом памятнике без привлечения аналогов. В 1964 г. продолжил исследование и реставрацию Георгиевской колокольни в Коломенском, начатые в 1920-е годы П. Д. Барановским. Одновременно с успешным завершением реставрации Успенского собора в Клину в 1967 году памятники в Острове и в Новоспасском монастыре были переданы в мастерскую, подготовившую «нужное» для сноса Успенского собора в Клину заключение.
Работы по Георгиевской колокольне в Коломенском были завершены к 1970 году. Одновременно был завершён большой объем работ по другим памятникам: церкви Воскресения в Городне, памятникам в Верее, Троицкому собору в Кремле, Высоцкому и Владычному монастырям в Серпухове.
В 1971 году работы в Коломенском передали другому ведущему архитектору, поскольку работа Н. Н. Свешникова казалась руководителям мастерской слишком медлительной. К чести тогдашнего директора музея «Коломенское» Б. Б. Жиромского уже через год Н. Н. Свешников был возвращён на памятники Коломенского и приступил к исследованию крупнейшего памятника — Церкви Вознесения Господня в Коломенском. Это исследование дало исключительно интересные результаты.
Изучая церковь, Николай Николаевич натолкнулся на неожиданное возражение П. Д. Барановского: «Зачем это нужно, памятник уже достаточно изучен…». Однако Петр Дмитриевич первый же и поддержал Свешникова, когда позже познакомился с начальными результатами его исследования: «Да, такие исследования просто необходимы». С точки зрения «академистов» из ЦНРМ, Н. Н. Свешников «недостаточно хорошо знал историю архитектуры», вернее, не имел учёной степени, поэтому не поддерживал предложение ломать паперти (галереи) церкви Вознесения, хотя во всех учебниках было написано, что они поздние и исказили первоначальный вид. Они считали, что вообще все паперти поздние. Они считали, что Свешников «слишком подробно исследует церковь и ему не хватает академичности». Благодаря своей практической деятельности он стал непревзойдённым авторитетом в натурных исследованиях и реставрации. Его методы изучения памятников — от выдвижения гипотезы до обобщающего анализа — были в высшей степени профессиональными и научными. Из 40 храмов Москвы и Московской области, которые Н. Н. Свешников изучал и реставрировал, 12 относились к XV-XVI вв., 23 — к XVII в.
Все свои силы Н.Н. Свешников отдал спасению памятников России. Не все взгляды Свешникова разделяли представители государственных структур по охране памятников.
В январе 1983 г. Н. Н. Свешников был вынужден уйти на пенсию. Вскоре он перенёс инфаркт. Лишённый возможности заниматься любимым делом, Николай Николаевич прожил ещё 12 лет и умер 9 сентября 1995 года. Урна с прахом погребена в могиле его отца Свешникова Николая Павловича (1890+1968), расположенной рядом с могилой младшего брата Бориса на Ваганьковском кладбище.

## Научное наследие
В мае 1996 года архитектор С. А. Гаврилов подарил в Государственный музей-заповедник «Коломенское» рабочий архив документов Н. Н. Свешникова, содержащий 11 734 единицы хранения, связанных с реставрацией десятков памятников архитектуры, в том числе и Коломенского.